# Georges Tarabichi
Georges Tarabichi est un penseur, critique littéraire et traducteur syrien, né à Alep en Syrie le 16 avril 1939 et mort le 16 mars 2016 à Montreuil en France. 

## Biographie
George Tarabishi a étudié à l'Université de Damas, où il obtient un B.A. en langue arabe et une maîtrise en éducation. Directeur de la radio de Damas dans les années 1963-1964, il fut directeur de rédaction de la Revue d’Études Arabes de 1972 à 1984, puis rédacteur en chef de la revue al-Wahda (= L'Unité) de 1984 à 1989. Il résida au Liban mais dut quitter le pays à cause de la Guerre du Liban. Il habita depuis en France.
Il est connu pour ses nombreuses traductions en arabe des œuvres de Sigmund Freud, Georg Wilhelm Friedrich Hegel, Jean-Paul Sartre, Simone de Beauvoir et bien d'autres philosophes. Ses travaux sont axés sur le marxisme, le nationalisme et la critique littéraire du roman arabe. Il a été l'un des premiers critiques littéraires à aborder la littérature et le discours intellectuel arabes contemporains par le prisme de la psychanalyse.
Il s'est surtout fait connaître par son projet de critique de l'œuvre du philosophe marocain Mohamed Abed Al-Jabri. L'œuvre principale de ce dernier, publiée en quatre volumes de 1984 à 2000, s'intitulant Critique de la raison arabe, Georges Tarabichi a intitulé son œuvre Critique de la Critique de la raison arabe. Il y fit montre d'une opposition sans concession au modèle épistémologique défendu par Mohamed Abed Al-Jabri voulant que la philosophie arabe orientale soit fondée sur l'irrationalisme, représenté par le Néoplatonisme des Al-Fârâbî, Ikhwan al-Safa, Avicenne, ou encore Al-Ghazâlî, et que la philosophie andalou-maghrébine soit fondée sur le rationalisme, représenté par l'Aristotélisme des Avempace, Ibn Tufayl, Averroès, ou encore Abû Is-hâq Ash Shâtibî. Dans cette vaste étude, il essaya d'harmoniser l'essence de la "philosophie" arabe médiévale, tout en proposant de démanteler un à un les concepts forgés par Mohamed Abed Al-Jabri qu'il accusa à maintes reprises d'amateurisme et d'incompétence.
Ce travail de critique lui demanda vingt années d'études qu'il publia en cinq tomes : 
- Tome 1 : La théorie de la raison arabe (Nadariyat al-'aql al-'arabi),
- Tome 2 : Problématiques de la raison arabe (Ishkâliyât al-'aql al-'arabi) 1998,
- Tome 3 : L'unité de la raison arabe (Wahdat al-'aql al-'arabi) 2002,
- Tome 4 : Le recul de la raison dans l'islam (Al-'aql al-mustaqîl fî al-islam) 2004,
- Tome 5 : De l'islam du Coran à l'islam du hadîth (Min islam al-qurân ilâ islam al-hadîth) 2010.

### Œuvres
- (ar) Sartre et le marxisme, 1963.
- (ar) Le marxisme et le nationalisme, 1969.
- (ar) Le conflit sino-soviétique, 1969.
- (ar) La stratégie révolutionnaire de la lutte des classes, 1970.
- (ar) Le marxisme et l'idéologie, 1971.
- (ar) Le jeu du rêve et de la réalité: Étude de l'œuvre de Tawfiq al-Hakim, 1972.
- (ar) Dieu dans le voyage symbolique de Naguib Mahfouz, 1973.
- (ar) Orient et Occident, virilité et féminité: étude sur la crise de la sexualité et de la civilisation dans le roman arabe, 1977.
- (ar) La littérature, de l'intérieur, 1978.
- (ar) La symbolique de la femme dans le roman arabe, 1981.
- (ar) Le Complexe d'Œdipe dans le roman arabe, 1982.
- (ar) La virilité et l'idéologie de la virilité dans le roman arabe, 1983.
- (ar) Une femme contre le féminisme: étude de l'œuvre de Nawal El Saadawi à la lumière de la psychanalyse, 1984.
- (ar) Dictionnaire des philosophes, 1987.
- (ar) Les intellectuels arabes et l’héritage: psychanalyse d'une névrose collective, 1991.
- (ar) Critique de la Critique de la raison arabe (1): La théorie de la raison arabe, Dâr al-Sâqî.
- (ar) Le massacre de l'héritage dans la culture arabe contemporaine, Dâr al-Sâqî, 1993.
- (ar) Les rapprochements de l'inconscient dans le roman arabe, Dâr al-Âdâb, 1994.
- (ar) Les destins de la philosophie entre christianisme et islam, Dâr al-Sâqî, 1998.
- (ar) Critique de la Critique de la raison arabe (2): Problématiques de la raison arabe, Dâr al-Sâqî, 1998.
- (ar) Sur la culture de la démocratie, Dâr al-Talî'a, 1998.
- (ar) De la renaissance au retour en arrière: Déchirements de la culture arabe à l'époque de la mondialisation, Dâr al-Sâqî, 2000.
- (ar) Critique de la Critique de la raison arabe (3): L'unité de la raison arabe, Dâr al-Sâqî, 2002.
- (ar) Critique de la Critique de la raison arabe (4): Le recul de la raison dans l'islam, Dâr al-Sâqî, 2004.
- (ar) Le dédoublement de la raison: étude analytico-psychologique des écrits de Hassan Hanafî, 2005.
- (ar) Hérésies: sur la démocratie, la laïcité, la modernité et le refus arabe, Dâr al-Sâqî, 2006.
- (ar) Hérésies (2): De la laïcité comme une problématique islamo-islamique, Dâr al-Sâqî, 2008.
- (ar) Le miracle ou le sommeil de la raison en islam, Dâr al-Sâqî, 2008.
- (ar) De l'islam du Coran à l'islam du hadith, Dâr al-Sâqî, 2010.

### Traductions de la langue française
- Histoire de la philosophie, 8 Tomes en 1790 pages, Emile Bréhier.
- L'Homme unidimensionnel, Herbert Marcuse, 1964.
- Kean, Jean-Paul Sartre, 1954.
- Introduction à l'esthétique, Hegel.
- Marx et Engels. Conférences faites aux cours de marxisme près l'Académie Socialiste, David Riazanov, 1923.

#### Sigmund Freud
- L'Interprétation du rêve, 1900.
- L'avenir d'une illusion, 1927.
- Moïse et le monothéisme, 1937-1939.
- Totem et Tabou, 1913.
- Introduction à la psychanalyse, 1917.
- Le délire et les rêves dans la « Gradiva » de Jensen, 1907.
- Considérations actuelles sur la guerre et la mort, 1915.
- Malaise dans la civilisation, 1930.
- Le Moi et le Ça, 1923.
- Trois essais sur la théorie sexuelle, 1905.
- Métapsychologie, 1915.